# Ariel Martos
Ariel Martos (San Miguel de Tucumán, Argentina; 16 de octubre de 1977) es un entrenador de fútbol argentino y actualmente se encuentra sin equipo, tras dirigir a San Martín de Tucumán de la Primera Nacional.

## Trayectoria

### Inicios
Ariel Martos nació en Tucumán y desde pequeño mostró pasión por el fútbol. Comenzó jugando en las divisiones inferiores de Central Norte, pero una lesión en los aductores lo alejó de las canchas por un largo período. Durante su recuperación, decidió enfocarse en la formación de jóvenes jugadores, lo que marcó el inicio de su carrera como entrenador. A los 26 años, comenzó a trabajar con las divisiones inferiores de UTA, junto a figuras como Omar Marchese y Osvaldo Peláez. En esta etapa, contribuyó al desarrollo de varios jugadores, entre ellos Roberto Pereyra, quien más tarde destacaría en clubes como River Plate y Udinese.

### Trabajo en San Martín de Tucumán
En 2012, Martos se integró a San Martín de Tucumán, llevado por Omar Marchese, su antiguo compañero en UTA, para trabajar en las divisiones inferiores del club. En este tiempo dedicó gran parte de su carrera a trabajar con las divisiones inferiores del club, aunque también actuó como asesor técnico y ayudante de campo de entrenadores como Arnaldo Sialle, Darío Tempesta, y Pablo Frontini.
Su primera experiencia al frente del primer equipo fue en la temporada 2014, durante el Torneo Federal A, donde reemplazó a Carlos Roldán antes de la llegada de Juan Amador Sánchez. En esa oportunidad, dirigió dirigió al equipo en un partido por la Copa Argentina, donde San Martín goleó 4-0 a Vélez de San Ramón.
En 2016, asumió nuevamente como técnico interino tras la salida de Sebastián Pena y antes de la llegada de Diego Cagna. En esa etapa, dirigió al club en la victoria 1 a 0 frente a Mitre de Santiago del Estero, en la que significó una victoria muy importante de cara a la clasificación a los playoffs del torneo.
El 23 de septiembre de 2018, volvió a dirigir al primer equipo de manera interina, tras la salida de Darío Forestello, donde de local, el “Santo” igualó 0 a 0 contra Argentinos Juniors, por un partido correspondiente a la Superliga Argentina 2018-19.
En 2024, con la llegada de Diego Flores como técnico del conjunto tucumano, Martos integró el departamento de scouting de la institución, jugando un papel clave en la incorporación de refuerzos del equipo profesional.

### San Martín de Tucumán
Para 2025, con la salida de Flores, Ariel Martos fue confirmado como entrenador principal de San Martín de Tucumán, siendo su primera experiencia como entrenador de un plantel superior, ya que anteriormente solo lo había hecho de forma interina.
Su debut, como entrenador oficial, fue el 8 de febrero, en el empate 0 a 0 frente a Almagro, por la primera fecha del Campeonato de Primera Nacional 2025.
Tras una serie de malos resultados, el 28 de julio deja su cargo en el club, donde durante toda su estadía, dirigió un total de 28 partidos, los cuales 12 fueron victorias, 11 empates y 5 derrotas.

## Estadísticas
| Equipo                   | Div.                | Temporada           | Liga  | Liga | Liga | Liga | Liga |       | Copa | Copa | Copa | Copa  |   | Otros | Otros | Otros | Otros |    | Totales | Totales     | Totales | Totales | Totales | Totales | Totales | Totales |
| Equipo                   | Div.                | Temporada           | Part. | G    | E    | P    | Pos. | Part. | G    | E    | P    | Part. | G | E     | P     | Part. | G     | E  | P       | Rendimiento | GF      | GC      | Dif.    |         |         |         |
| ------------------------ | ------------------- | ------------------- | ----- | ---- | ---- | ---- | ---- | ----- | ---- | ---- | ---- | ----- | - | ----- | ----- | ----- | ----- | -- | ------- | ----------- | ------- | ------- | ------- | ------- | ------- | ------- |
| San Martín (T) Argentina | 3.ª                 | 2014                | -     | -    | -    | -    | Int. | 1     | 1    | 0    | 0    | -     | - | -     | -     | 1     | 1     | 0  | 0       | 100%        | 4       | 0       | +4      |         |         |         |
| San Martín (T) Argentina | 3.ª                 | 2016                | 1     | 1    | 0    | 0    | Int. | -     | -    | -    | -    | -     | - | -     | -     | 1     | 1     | 0  | 0       | 100%        | 1       | 0       | +1      |         |         |         |
| San Martín (T) Argentina | 1.ª                 | 2018-19             | 1     | 0    | 1    | 0    | Int. | -     | -    | -    | -    | -     | - | -     | -     | 1     | 0     | 1  | 0       | 33.33%      | 0       | 0       | 0       |         |         |         |
| San Martín (T) Argentina | 2.ª                 | 2025                | 24    | 10   | 9    | 5    | Inc. | 1     | 0    | 1    | 0    | -     | - | -     | -     | 25    | 10    | 10 | 5       | 53.33%      | 22      | 16      | +6      |         |         |         |
| San Martín (T) Argentina | Total club          | Total club          | 26    | 11   | 10   | 5    | -    | 2     | 1    | 1    | 0    | 0     | 0 | 0     | 0     | 28    | 12    | 11 | 5       | 55.95%      | 27      | 16      | +11     |         |         |         |
| Total en su carrera      | Total en su carrera | Total en su carrera | 26    | 11   | 10   | 5    | -    | 2     | 1    | 1    | 0    | 0     | 0 | 0     | 0     | 28    | 12    | 11 | 5       | 55.95%      | 27      | 16      | +11     |         |         |         |
| 1.                       |                     |                     |       |      |      |      |      |       |      |      |      |       |   |       |       |       |       |    |         |             |         |         |         |         |         |         |